# Yōhei Naitō
Yōhei Naitō (jap. 内藤 洋平, Naitō Yōhei; * 9. Juli 1988 in Yokohama, Präfektur Kanagawa) ist ein japanischer Fußballspieler.

## Karriere
Yōhei Naitō erlernte das Fußballspielen in der Schulmannschaft der Toko Gakuen High School sowie in der Universitätsmannschaft der Ritsumeikan-Universität. Seinen ersten Vertrag unterschrieb er 2011 bei Kyōto Sanga. Der Verein aus Kyōto, einer Stadt im Südwesten der japanischen Hauptinsel Honshū, spielte in der zweithöchsten Liga des Landes, der J2 League. 2011 stand er mit den Klub im Finale des Kaiserpokals. Im Endspiel unterlag man dem FC Tokyo mit 4:2. 2013 wechselte er zum Ligakonkurrenten Giravanz Kitakyūshū nach Kitakyūshū. Ende 2017 musste er mit dem Klub den Weg in die Drittklassigkeit antreten. Meister der dritten Liga wurde er 2019 und stieg wieder in die zweite Liga auf.

## Erfolge
Kyōto Sanga
- Kaiserpokal

Finalist: 2000
Giravanz Kitakyūshū
- J3 League

Meister: 2019  ▲